# 행성 보호

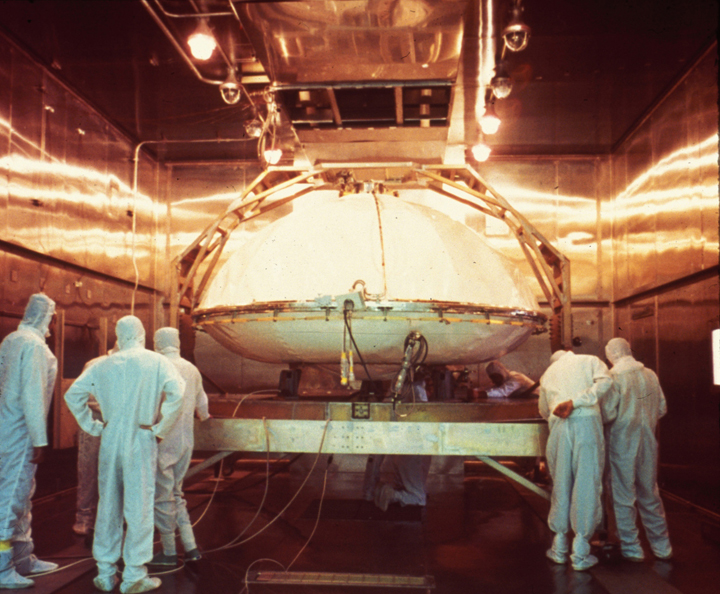
건열멸균을 위해 준비 중인 바이킹 착륙선

행성 보호(Planetary protection)는 샘플 반환 임무의 경우 대상 천체와 지구 모두의 생물학적 오염을 방지하는 것을 목표로 하는 행성 간 임무 설계의 기본 원칙이다. 행성 보호는 우주 환경의 알려지지 않은 특성과 천체를 자세히 연구할 수 있을 때까지 천체의 원래 특성을 보존하려는 과학계의 바람을 모두 반영한다.
행성 간 오염에는 두 가지 유형이 있다. 전방 오염(Forward contamination)은 생존 가능한 유기체가 지구에서 다른 천체로 이동하는 것을 말한다. 역오염(Back contamination)은 외계 유기체가 존재하는 경우 지구의 생물권으로 다시 이동하는 것을 말한다.

## 같이 보기
- 우주생물학
- 엑소마스
- 마스 2020
- 판스페르미아설